# Munich Creative Business Week
Die Munich Creative Business Week (MCBW) richtet sich an Gestalter, Designagenturen, designaffine Unternehmen und Privatpersonen. Während der jährlichen Veranstaltungswoche werden zahlreiche Veranstaltungen an verschiedenen Orten in München und im Münchener Umland angeboten.

## Schwerpunkte
Auf Ausstellungen, Konferenzen, Workshops und Touren durch Unternehmen stellen Gestalter ihre Arbeiten vor und tauschen sich mit Designbegeisterten aus aller Welt aus. Die thematische Ausrichtung der MCBW orientiert sich an aktuellen gesellschaftlichen Trends und Diskussionen und wird jedes Jahr neu festgesetzt.
- Seit 2018 sind die Veranstaltungen der MCBW in zwei Programmbereiche aufgeteilt: Die „Design Schau!“ wendet sich an designinteressierte Bürger. In Ausstellungen, bei Mitmachaktionen und Podiumsdiskussionen werden Trends in Sachen Design vermittelt.
- Der Bereich „Create Business!“ spricht das Fachpublikum an. Bei Konferenzen, Workshops und Vorträge können sich Gestalter und Auftraggeber vernetzen und neue Ideen präsentieren.

## Hintergrund
Seit 2012 findet die Munich Creative Business Week einmal im Jahr statt. Etwa 200 Programmpartner beteiligen sich mit eigenen Events an der Designwoche. Neben bekannten internationalen Konzernen beteiligen sich Start-ups, die die MCBW als Plattform nutzen, um ihre Ideen und Geschäftsmodelle vorzustellen.
Die Munich Creative Business Week stellt eine Plattform für den Designstandort Bayern dar: über das Event können bayerische Gestalter und Unternehmen zeigen, wie kreativ sie sind. Die internationale Designwoche ist sowohl in der Fachwelt als auch von der Öffentlichkeit bekannt und angesehen. Die Besucherzahl steigt von Jahr zu Jahr, bei der 7. MCBW im Jahr 2018 kamen über 70.000 Besucher.

## Veranstalter
Die MCBW wird von Bayern Design ausgerichtet und vom Bayerischen Staatsministerium für Wirtschaft, Energie und Technologie sowie von der Landeshauptstadt München gefördert. Gründungspartner ist die iF International Forum Design GmbH. 

## Teilnahme
Jeder der sich für Design interessiert, kann bei der MCBW mitmachen. Ein Großteil der Veranstaltungen ist kostenlos und ohne Voranmeldung für die Öffentlichkeit zugänglich.
Für ausgewählte Workshops und Konferenzen muss man sich vorab anmelden und eine Teilnahmegebühr zahlen. 
Designer, Gestalter und Unternehmer können auch als Programmpartner an der MCBW teilnehmen. Wer mitmachen will, muss sich vorab bewerben.